# Бабинки (Московская область)
Бабинки — деревня в городском округе Шаховская Московской области России.

## Население
| 1852 | 1859 | 1926 | 2002 | 2006 | 2010 |
| ---- | ---- | ---- | ---- | ---- | ---- |
| 336  | ↗348 | ↗434 | ↘54  | ↘53  | ↘39  |

По данным Всероссийской переписи 2010 года численность постоянного населения составила 39 человек (16 мужчин, 23 женщины).

## География
Расположена примерно в 9 км к северо-востоку от районного центра — посёлка городского типа Шаховская, на левом берегу реки Лоби, впадающей в Шошу. Ниже деревни река перекрыта плотиной и образовано небольшое водохранилище.
В деревне одна улица — Кленовая. Соседние населённые пункты — деревни Новоникольское, Елизарово, Гольцово и Ровни. Имеется автобусное сообщение с райцентрами — пгт Шаховская и Лотошино.

## Исторические сведения
В 1768 году деревня Бабинка относилась к Хованскому стану Волоколамского уезда Московской губернии и была частью совместного владения князя Ивана Ивановича Лобанова-Ростовского и вдовы, графини Фетиньи Яковлевны Шереметевой. В деревне было 24 двора и 81 душа.
В середине XIX века деревня Бабинки относилась ко 2-му стану Волоколамского уезда и принадлежала генерал-майору Наталье Петровне фон Бреверн. В деревне было 33 двора, крестьян 176 душ мужского пола и 160 душ женского.
В «Списке населённых мест» 1862 года — владельческая деревня 1-го стана Волоколамского уезда Московской губернии по правую сторону Московского тракта, шедшего от границы Зубцовского уезда на город Волоколамск, в 25 верстах от уездного города, при речке Сестре, с 40 дворами и 348 жителями (173 мужчины, 175 женщин).
По данным на 1890 год входила в состав Кульпинской волости, число душ мужского пола составляло 169 человек.
В 1913 году в деревне — 57 дворов и 2 чайных лавки.
По материалам Всесоюзной переписи населения 1926 года — центр Бабинского сельсовета Судисловской волости Волоколамского уезда, проживало 434 человека (216 мужчин, 218 женщин), насчитывалось 84 крестьянских хозяйства.
С 1929 года — населённый пункт в составе Шаховского района Московской области.
1994—2006 гг. — деревня Судисловского сельского округа Шаховского района.
2006—2015 гг. — деревня сельского поселения Раменское Шаховского района.
2015 — н. в. — деревня городского округа Шаховская Московской области.